# Port lotniczy Long Akah
Port lotniczy Long Akah (IATA: LKH, ICAO: WBGL) – port lotniczy położony w Long Akah, w stanie Sarawak, w Malezji.